# WCW Gallery
Die WCW Gallery wurde 2007 im Hamburger Stadtteil Wilhelmsburg von Björn Beneditz, Oliver Bulas, Martin M. Blumenthal, Daniel Megerle und Jan-Peter Heusermann gegründet. Sie versteht sich explizit als nicht kommerzieller Hybrid von Ausstellungsraum, Galerie und Kunstwerk, sieht sich aber trotzdem Vorwürfen bezüglich der forcierten Gentrifizierung von Wilhelmsburg ausgesetzt. Daniel Megerle schied bald aus, da er als Maler in diesem Ausstellungsbetrieb kein geeignetes Betätigungsfeld für sich sah.
Seit der Gründung präsentiert die WCW Gallery Ausstellungen befreundeter nationaler und internationaler Künstler, so unter anderem Tobias Kasper, Roman Schramm, Jonathan Monk, Andrea Winkler, Christian Rothmaler, Künstlergruppe Jochen Schmith oder Stefano Calligaro.
Einige der Künstler, die von der WCW Gallery präsentiert werden, haben ihre Wurzeln in der deutschen Musikszene. Hierzu gehören Jan Müller, Bassist der Band Tocotronic, mit dem Projekt Künstlergruppe im Namen des Volkes (K.i.N.d.V.), Henning Besser von Deichkind oder Christian Naujoks.
Im November 2008 wurde die WCW Gallery als einziger Ausstellungsraum zu dem Kunstfestival Wir nennen es Hamburg, kuratiert von Yilmaz Dziewior, seinerzeit Direktor des Hamburger Kunstvereins, eingeladen. 